# Cristino Rasponi

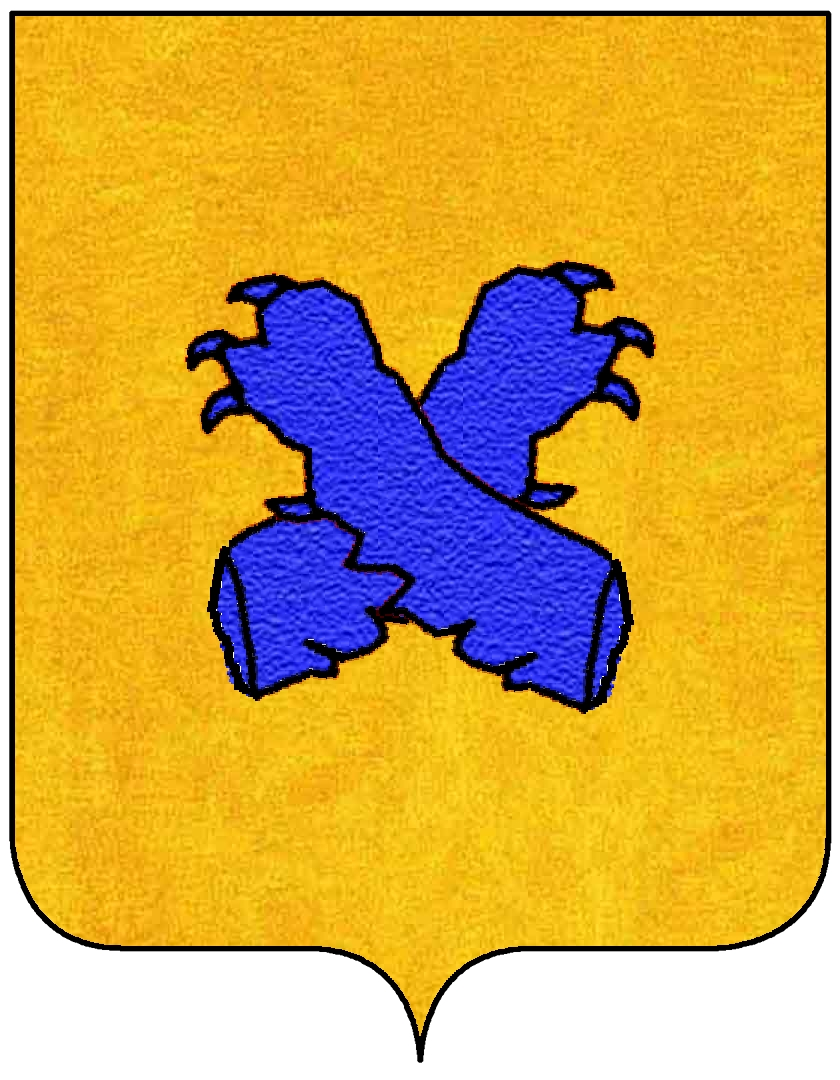
Stemma Rasponi

Cristino Rasponi (Ravenna, 1776 – Ravenna, 1845) è stato un mecenate italiano, collezionista di opere d'arte e antichità.

## Biografia
Conte, patrizio di Ravenna e giacobino, Rasponi fu un uomo colto, mecenate amante delle arti e collezionista. Ereditò nel 1807 il ricco patrimonio della nobile famiglia Settecastelli estintasi senza eredi diretti. 
La sua collezione d'arte e di antichità, frutto delle sue relazioni artistiche e dei suoi frequenti soggiorni nei maggiori centri artistici della penisola era conservata nel suo palazzo di Ravenna oggi sede della Provincia ed era molto nota ai suoi tempi.

Era sposato con la nobildonna Maria Laderchi di Faenza da cui ebbe il figlio Teseo (1796-1846).

Fu ritratto tra gli altri da Bertel Thorvaldsen. Il busto di Cristino Rasponi, facente parte della donazione Ottenbacher Rasponi, fu trasferito a Copenaghen dalla Provincia ravennate ed è esposto al Museo Thorvaldsen mentre il Museo Civico e l'Accademia di Belle Arti di Ravenna conservano le altre opere del Thorvaldsen oggetto della donazione, tra cui il marmo di Sant’Apollinare.

Cristino Rasponi morì a Ravenna nel 1845 a circa 69 anni.